# Yashima (nave da battaglia)
La Yashima (八島?) fu una corazzata classe Fuji della Marina imperiale giapponese impostata il 28 dicembre 1894 nel cantiere di Armstrong, Whitworth, Elswick, varata il 28 febbraio 1896 e completata il 9 settembre 1897

## Storia
La Yashima e la sorella Fuji furono le prime due corazzate costruite specificatamente per l'Impero giapponese, all'epoca in cui non era ancora in grado di costruire da solo moderne navi da guerra in acciaio. La Fuji venne ordinata ai cantieri Armstrong Whitworth, Regno Unito nel 1894 e consegnata nel 1897.
Nel 1901 fu equipaggiata con cannoni più potenti, 16 cannoni da 3"/40 furono rimossi e sostituiti con pezzi da 12 libbre.
Dopo l'inizio della guerra russo-giapponese fu assegnata al 1º Squadrone, 1ª Divisione al comando del contrammiraglio Nashiba Tokioki
Il 14 maggio 1904 Tokioki prese il mare con una flotta composta dalle corazzate Hatsuse (ammiraglia), Shikishima e Yashima, dall'incrociatore Kasagi e dall'avviso Tatsuta per dare il cambio alla flotta che incrociava al largo di Port Arthur per mantenere il blocco.
Il mattino del 15 maggio lo squadrone raggiunse Encounter Rock e continuò verso nord ovest fino a circa 15 miglia al largo di Port Arthur. Qui Tokioki procedette a pattugliare est per nord di fronte all'imboccatura del porto. La rotta lo portò su un campo minato precedentemente deposto dalla posamine russa Amur. Sia l'Hatsuse che la Yashima colpirono delle mine e andarono perse in uno dei più grandi disastri navali sofferti dai giapponesi nella guerra russo-giapponese.

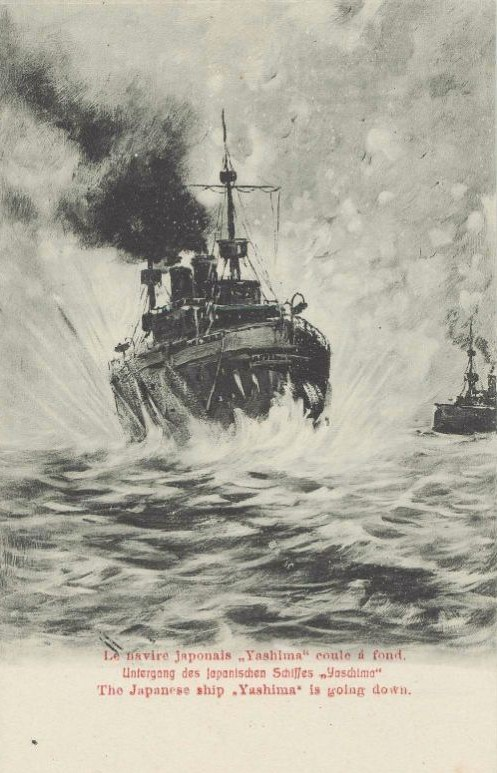
La Yashima mentre affonda